# A375 (Russland)
Die A375 ist der Name einer sich in Bau befindlichen Magistralstraße in Russland. Sie verläuft von Chabarowsk aus in südlicher Richtung über Krasny Jar und Tschugujewka nach Nachodka am Pazifischen Ozean. Sie ist gut 800 Kilometer lang und bildet über weite Strecken die östliche Parallele zur A370 Ussuri (früher M60), die von Chabarowsk nach Wladiwostok führt. Etwa 300 Kilometer Strecke von Chabarowsk bis Glubinnoje sind fertiggestellt. Zwischen Lessogorje und Nachodka werden zum Teil bestehende Straßen in den Bau integriert.
Die Straße erhielt die Nummer A375 im Jahr 2010. Zuvor trug sie nur den Namen Wostok (‚Osten‘). Mit der Verfügung vom 1. November 2023 wurde der Name Wostok gestrichen. Der Grund dafür ist, dass im Jahr 2020 die neue Fernstraße M12 den Namen Wostok erhielt. Die A375 durfte bis zum 1. November 2023 noch den Namen Wostok tragen.
Die Autobahn „Umgehung von Chabarowsk“ hat drei Bundesstraßen vereint: „Ussuri“ (Chabarowsk – Wladiwostok), „Amur“ (Chita – Chabarowsk) und „Osten“ (Chabarowsk – Nachodka), eine Straße, die die Landeshauptstadt mit Komsomol am Amur verbindet, sowie Gebiete, die der sozioökonomischen Entwicklung voraus sind.

## Verlauf
| 000 km                                                                                              | Chabarowsk                |
| 027 km                                                                                              | Knjase-Wolkonskoje        |
| 067 km                                                                                              | Sita                      |
| 102 km                                                                                              | Kamenez-Podolsk           |
| 162 km                                                                                              | Dolmi                     |
| 197 km                                                                                              | Juschny                   |
| 263 km                                                                                              | Krasny Jar                |
| 311 km                                                                                              | Glubinnoje                |
| (geplanter Abschnitt, teils als Regional- und Lokalstraße existent)                                 |                           |
| | Dalni Kut                 |
| | Lessogorje                |
| | Samarka                   |
| | Uborka                    |
| | Nowomichailowka           |
| | Nowotschugujewka          |
| | Tschugujewka              |
| | Iswilinka                 |
| | Archipowka                |
| (Teil der heutigen (Stand 2014) Regionalstraße 05N-131 (ehemals R447) Nachodka – Olga – Kawalerowo) |                           |
| 756 km                                                                                              | Sergejewka                |
| 791 km                                                                                              | Partisansk                |
| 811 km                                                                                              | Wladimiro-Alexandrowskoje |
| 824 km                                                                                              | Nachodka                  |